# 2014
2014 (MMXIV) — невисокосний рік, що почався в середу 1 січня та закінчився в середу 31 грудня за григоріанським календарем. 2014-й рік нашої ери  — це 14-й рік III-го тисячоліття та XXI-го століття, а також п'ятий з 2010-х років.
Організацією Об'єднаних Націй 2014 рік оголошено Міжнародним роком сімейних фермерських господарств та кристалографії.

## Події
- Січень — сильні морози у США та Канаді, частково замерз Ніагарський водоспад. Небувалі морози ширилися теренами США.
- 22 вересня — відбувся смерч на Рівненщині.

### Політика, вибори

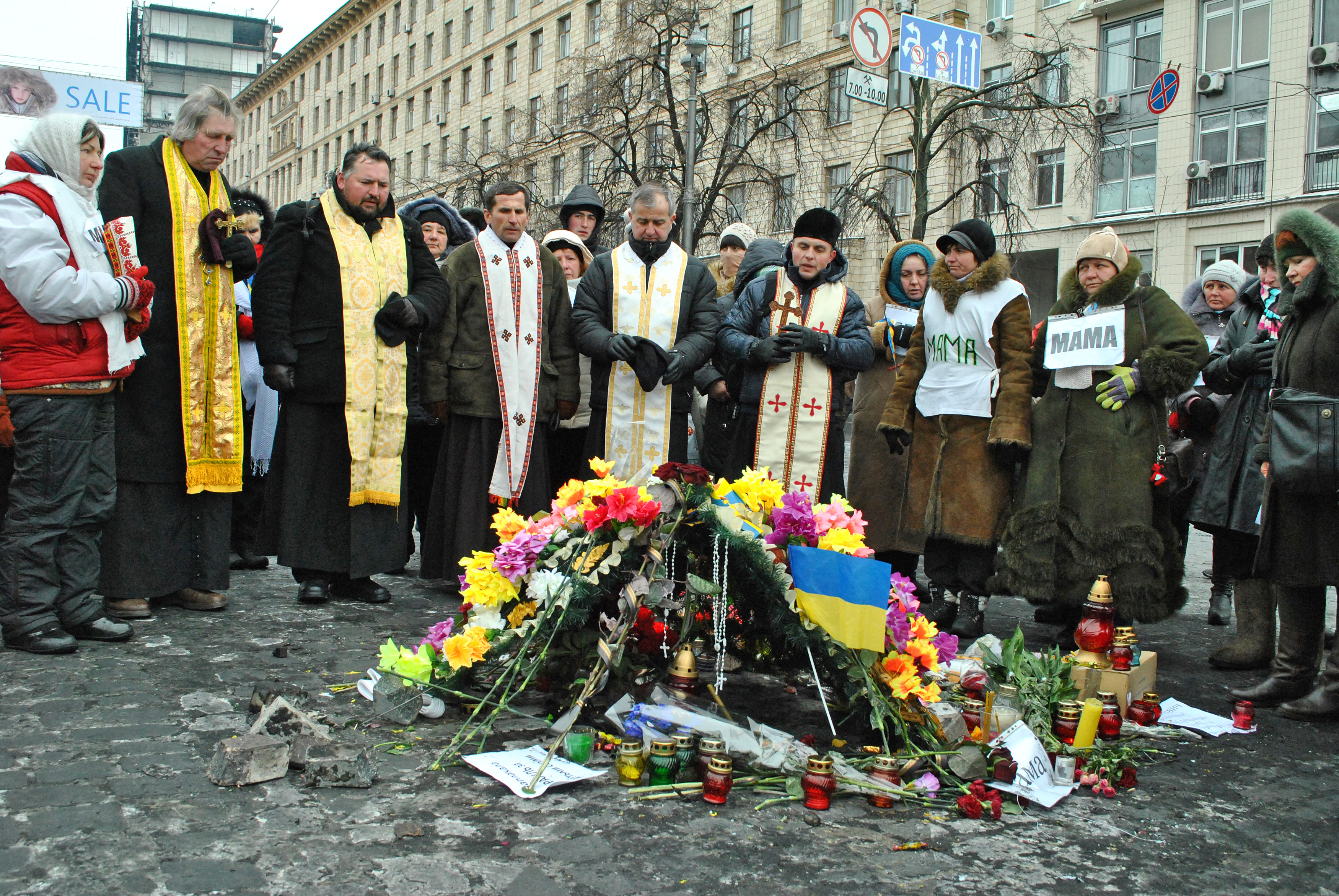
Молитва біля тимчасового меморіалу загиблим під час Євромайдану

- 1 січня — Греція прийняла головування в ЄС.
- 3 січня — на Мадагаскарі новим президентом обраний колишній міністр фінансів країни Ері Радзаунарімампіаніна.
- 7 січня — експрем'єра Румунії Адріана Нестасе засудили до 4 років ув'язнення за корупцію та шантаж[2].
- 10 січня — самопроголошений президент ЦАР Мішель Джотодія і прем'єр-міністр Ніколя Тіангей подали у відставку[3].
- 11 січня — у Тунісі заступив на посаду тимчасовий прем'єр-міністр Мехді Джомаа[4], його призначення стало результатом компромісу між владною ісламістською партією Еннахда та світською опозицією.
- 14-15 січня — 98 % єгиптян на референдумі підтримали проєкт нової конституції[5].
- 16 січня — регіонали і комуністи у Верховній Раді у ручному режимі прийняли пакет законів про свавілля влади[6].
- 16 січня — Каталонський парламент проголосував за референдум про незалежність від Іспанії[7].
- 17 січня — президент Янукович підписав[8] закони про свавілля та звільнив[9][10] голову своєї адміністрації Сергія Льовочкіна.
- 26 січня — Національна асамблея Тунісу прийняла демократичну конституцію[11].
- 28 січня — президент України Віктор Янукович відправив у відставку уряд Миколи Азарова.
- лютий — Ренці оголосив про недовіру уряду Летта, який, на його думку, занадто мляво проводить реформи. Кабінет Летто, позбувшись підтримки ДП, змушений був піти у відставку. Новий уряд очолив Ренці. Його партійний склад залишився незмінним, але розширилося представництво жінок і молодих політиків[12][13].
- 2 лютого — в умовах політичної кризи і бойкоту опозиції в Таїланді на дострокових виборах обирають новий парламент[14].
- 7 лютого — у Боснії демонстранти, які протестують проти закриття приватизованих підприємств, підпалили будівлю президентського офісу в Сараєво[15].
- 9 лютого — у Швейцарії 50,3 % учасників референдуму підтримали квоти для обмеження приплив робочої сили з інших країн[16], що викликало невдоволення ЄС[17].
- 13 лютого — прем'єр Італії Енріко Летта подав у відставку[18] після того, як його однопартієць Маттео Ренці зумів заручитися підтримкою Демократичної партії щодо створення нового уряду
- 15 лютого — у Лівані після 10-місячної кризи прем'єр-міністр Тамам Салям сформував уряд національної єдності[19].
- 20 лютого — Велика Британія відновила дипломатичні відносини з Іраном[20]
- 21 лютого — в будинку Адміністрації Президента України підписана «Угода про врегулювання кризи в Україні»[21], між президентом Януковичем та лідерами опозиції Віталієм Кличком, Арсенієм Яценюком, Олегом Тягнибоком; того ж дня Верховна Рада повернулася до дії Конституції 2004 року[22]. Угода не була виконана жодною з сторін і, надалі, стала претекстом шантажу з боку Росії і приводом (одним з) ескалації агресії в Україні.

- 18–21 лютого — міліція/«Беркут» розстрілює Майдан. «Небесна Сотня» в центрі Києва.
- 22 лютого — Рада постановила, що президент Янукович «самоусунувся в неконституційний спосіб», призначила дострокові вибори на 25 травня 2014 року[23]
- 22 лютого — Маттео Ренці призначений прем'єр-міністром Італії[24], наймолодшим в історії країни.
- 27 лютого — Верховна Рада призначила Арсенія Яценюка головою уряду.
- 11 березня — депутати лівійського парламенту оголосили вотум недовіри прем'єр-міністрові Алі Зейдану[25] після того, як північнокорейський танкер «Морнінг Ґлорі» зумів з нафтою від повстанців покинути лівійський порт Ес-Сідр.
- 15 березня — Верховна Рада України розпустила кримську верховну раду[26]
- 15 березня — Росія використала право вето в Раді Безпеки ООН, щоб заблокувати ухвалення резолюції проти кримського «референдуму»[27].
- 16 березня — в умовах російської окупації відбувся псевдореферендум про статус Криму.
- 16 березня — на загальних парламентських виборах у Сербії перемогла владна «Сербська прогресивна партія»[28].
- 18 березня — призупинено членство Росії в G8[29].
- 18 березня — у Кремлі підписали угоду про «приєднання» Криму та Севастополя до Росії, її скріпив підписом президент Путін, спікер розпущеної Верховної ради Криму Володимир Константинов, прем'єр Сергій Аксьонов, мер Севастополя Олексій Чалий[30].
- 21 березня — Конституційний суд Таїланду визнав недійсними результати парламентських виборів, що пройшли 2 лютого[31].
- 21 березня — Україна та Європейський Союз підписали політичну частину Угоди про асоціацію[32].
- 21 березня — постійна рада Організації з безпеки та співробітництва в Європі у Відні ухвалила рішення про направлення в Україну міжнародної моніторингової місії[33].
- 24 березня — єгипетський суд засудив до страти 529 прихильників усуненого президента Мухаммеда Мурсі[34].
- 27 березня — Генеральна асамблея ООН прийняла резолюцію на підтримку територіальної цілісності України та про визнання недійсним «референдуму» у Криму[35][36].
- 29 березня — Курултай кримськотатарського народу. У розрізі кримської кризи, керівництво кримськотатарського народу бере курс на активну участь як у внутрішньо-, так і зовнішньополітичних процесах з урегулювання кримського питання.
- 29 березня — новим президентом Словаччини обраний безпартійний підприємець Андрій Кіска[37], у другому турі виборів він випередив прем'єр-міністра Роберта Фіцо.
- 30 березня — муніципальні вибори у Франції, на яких соціалісти зазнали поразки і президент Олланд відправив уряд Еро у відставку, призначивши новим прем'єром Манюеля Вальса.
- 31 березня — Державна дума Росії після анексії Криму в односторонньому порядку денонсувала угоди про базування Чорноморського флоту РФ на території України[38].
- 6 квітня — на виборах в Угорщині владна партія «Фідес» на чолі з прем'єр-міністром країни Віктором Орбаном отримала більшість у парламенті.
- 8 квітня — вперше за 90 років президент Ірландії прибув з візитом до Великої Британії[39].
- 9 квітня — ПАРЄ засудила анексію Криму Росією і зажадала негайного виводу російських військ з півострова.
- 10 квітня — ПАРЄ до кінця 2014 року позбавила Росію права голосу, можливості участі в обранні суддів і генерального секретаря Ради Європи, заборонила Росії брати участь у керівних органах ПАРЄ та спостережних місіях[40].
- 11 квітня — Держрада Криму без обговорення прийняла Конституцію півострова[41][42].
- 16 квітня — атака на в/ч 3059 у Маріуполі була відбита українськими силами із втратами для атакувальників. Контроль ситуації ескалації «російської весни» на південно-східному напрямку (Маріуполь) дозволило зберегти мир і контроль над тією територією.
- 17 квітня — на зустрічі Україна—ЄС—США—Росія в Женеві досягнуто домовленостей про звільнення захоплених споруд в Україні та амністії протестувальників[43][44].
- 17 квітня — чинний президент Алжиру Абдельазіз Бутефліка на виборах голови держави переобраний на четвертий термін.
- 22 квітня — лідерові кримськотатарського народу Мустафі Джемілєву на 5 років заборонили в'їзд до Росії і Криму[45].
- 23 квітня — палестинські угрупування ФАТХ і ХАМАС на зустрічі у смузі Гази домовилися про примирення і формування єдиного уряду[46].
- 27 квітня — у Македонії «Внутрішня македонська революційна організація — Демократична партія за македонську національну єдність» (ВМРО-ДПМНЄ) перемогла на парламентських виборах[47].
- 4 травня — кандидат від опозиційної Панамістської партії Хуан Карлос Варела переміг на президентських виборах у Панамі[48].
- 7 травня — Конституційний суд Таїланду усунув в.о. прем'єр-міністра Йінглук Чинават.
- 7 травня — на виборах у Південно-Африканській Республіці перемогла керівна партія Африканський Національний Конгрес на чолі з чинним президентом Джейкобом Зумою[49].
- 16 травня — на парламентських виборах в Індії перемогла націоналістична Індійська народна партія[50].
- 22 травня — у Таїланді стався військовий переворот, головнокомандувач перебрав контроль над урядом і призупинив дію конституції країни[51].
- 22—25 травня — країни Європейського Союзу обрали новий склад Європарламенту. В Італії, ДП отримала на них 40,8 % голосів[52], отримавши найбільшу серед лівоцентристських партій ЄС, кількість мандатів[13].
- 25 травня — в Україні на дострокових президентських виборах вже у першому турі переміг Петро Порошенко.
- 25 травня — у Литві чинний президент Даля Грибаускайте переобрана на другий термін.
- 29 травня — президенти Росії, Білорусі і Казахстану підписали договір про утворення Євразійського економічного союзу[53].
- 29 травня — Абдель Фаттах Ас-Сісі обраний президентом Єгипту на виборах, набравши 96 % голосів[54].
- 2 червня — король Іспанії Хуан Карлос I зрікся престолу на користь свого сина Феліпе, принца Астурійського.
- 3 червня — на виборах президента Сирії за чинного главу держави Башара Асада проголосували 89 % виборців[55].
- 18 червня — експрезидент Туреччини 96-річний Кенан Еврен і колишній головнокомандувач військово-повітряних сил 89-річний Тахсін Шахінкая засуджені до довічного ув'язнення за участь у військовому перевороті 1980 року[56].
- 21 червня — чинний президент Мавританії генерал Мохамед ульд Абдель Азіз, який прийшов до влади внаслідок військового перевороту 2008, став переможцем першого туру президентських виборів та здобув другий 5-річний мандат[57].
- 24 червня — Албанія отримала статус країни-кандидата на членство в Євросоюзі[58].
- 27 червня — Україна та ЄС підписали Угоду про асоціацію в повному обсязі; угоди про асоціацію з ЄС також підписали Грузія і Молдова[59].
- 1 липня — вперше після закінчення Другої світової війни японський уряд на чолі з прем'єром Сіндзо Абе дозволив застосовувати війська за кордоном[60] «в рамках колективної оборони для захисту дружніх держав».
- 1 липня — Італія почала головувати в ЄС.
- 5 липня — окупаційна влада Криму заборонила Голові Меджлісу Рефату Чубарову в'їзд на півострів[61].
- 9 липня — губернатор столичного округу Джакарта Джоко Відодо переміг на президентських виборах в Індонезії[62].
- 10 липня — Німеччина висилає з країни главу ЦРУ в Берліні у зв'язку з двома випадками шпигунства на користь США[63].
- 15 липня — Європейський парламент підтримав кандидатуру Жана-Клода Юнкера на посаду президента Європейської комісії[64].
- 24 липня — Верховна Рада України розпустила парламентську фракцію Комуністичної партії України[65].
- 24 липня — парламентська коаліція «Європейський вибір» у Верховній Раді розпущена; прем'єр-міністр Арсеній Яценюк оголосив про відставку уряду.
- 1 серпня — Європейський Союз ввів санкції третього рівня щодо Росії через її політику стосовно України.
- 7 серпня — уряд Росії ввів повну заборону на поставки яловичини, свинини, м'яса птиці, риби, сирів, молока та плодоовочевої продукції з Австралії, Канади, ЄС, США та Норвегії терміном на один рік[66]; заборонив літати українським авіакомпаніям над територією РФ[67].
- 10 серпня — Реджеп Таїп Ердоган, який з 2003 року був прем'єр-міністром Туреччини, переміг на перших загальнонаціональних президентських виборах у країні вже у першому турі[68].
- 14 серпня — прем'єр-міністр Іраку Нурі аль-Малікі, змушений піти зі своєї посади під тиском міжнародної спільноти, заявив про свою підтримку кандидата на посаду прем'єр-міністра Хайдера аль-Абаді[69].
- 30 серпня — Європейська рада обрала прем'єр-міністра Польщі Дональда Туска новим президентом Європейської Ради, міністр закордонних справ Італії Федеріка Могеріні обрана новим високим представником Європейського Союзу[70].
- 14 вересня — владна консервативно-ліберальна коаліція Швеції програла на парламентських виборах, прем'єр-міністр Фредрік Рейнфельдт подав у відставку[71].
- 15 вересня — президент Польщі Броніслав Коморовський призначив Єву Копач главою польського уряду[72].
- 16 вересня — Верховна Рада схвалила президентські закони про особливий порядок для зайнятих районів Донбасу і про амністію бойовикам[73].
- 16 вересня — Верховна Рада України та Європейський парламент синхронно ратифікували Угоду про асоціацію між Україною та ЄС[74], президент Порошенко одразу в Раді підписав закон про ратифікацію[75].
- 18 вересня — 55 % шотландців висловилися за єдність з Великою Британією на референдумі[76].
- 21 вересня — учасники другого туру президентських виборів в Афганістані Абдулла Абдулла і Ашраф Гані підписали угоду про формування уряду національної єдності, яка передбачає, що Гані займе пост президента, а Абдулла отримає спеціальну посаду, яка дозволяла курирувати діяльність кабінету міністрів[77].
- 4 жовтня — на парламентських виборах у Латвії загальну більшість отримують партії, що утворюють коаліційний правоцентристський уряд Лаймдоти Страуюми. Політичні сили «Єдність», "Союз «зелених» і селян та Рух за національну незалежність Латвії набрали разом майже 58 %[78].
- 5 жовтня — за підсумком парламентських виборів у Болгарії вісім політичних партій і суспільно-політичних рухів будуть представлені в Народних зборах[79].
- 26 жовтня — позачергові парламентські вибори в Україні.
- 26 жовтня — у Тунісі на парламентських виборах перемогла світська політична партія «Нідаа Туніс»[80].
- 26 жовтня — у Бразилії Ділма Русеф переобрана на другий президентський термін[81].
- 30 жовтня — Швеція офіційно визнала Палестину[82].
- 31 жовтня — на тлі масових протестів президент Буркіна-Фасо Блез Компаоре залишив посаду і втік з країни[83].
- 9 листопада — на символічному опитуванні понад 80 % жителів Каталонії підтримали ідею незалежності цієї автономної області[84].
- 16 листопада — Клаус Йоганніс обраний президентом Румунії[85].
- 27 листопада — Головою Верховної Ради України обраний Володимир Гройсман, Арсеній Яценюк затверджений головою уряду.
- 29 листопада — під час повторного розгляду справи про організацію вбивства сотень протестувальників єгипетський суд зняв звинувачення з поваленого президента Хосні Мубарака[86].
- 30 листопада — на парламентських виборів у Молдові з незначною перевагою (над промосковськими) перемогли проєвропейські партії[87].
- 30 листопада — президентом Уругваю вдруге після 5-річної перерви обраний Табаре Васкес[88], який був кандидатом від лівої владної коаліції.
- 4 грудня — парламент Вірменії ратифікував договір про приєднання країни до Євразійського економічного союзу[89].
- 14 грудня — парламентські вибори в Японії виграла правляча коаліція, Ліберально-демократична партія і партія Комейто отримали 325 депутатських мандатів з 475[90].
- 17 грудня — ЄС виключив ХАМАС зі списку терористичних організацій[91][92].
- 17 грудня — Європарламент визнав Палестинську державу[93].
- 21 грудня — парламентські вибори в Узбекистані.
- 21 грудня — президентом Тунісу у другому турі обрано 88-річного Беджі Каїд Ес-Себсі[94].
- 23 грудня — Киргизстан приєднався до Євразійського економічного союзу[95].

### Збройні конфлікти
- 18 січня — армія Південного Судану відбила у повстанців стратегічне місто Бор, столицю штату Джонглей[96].
- 23 січня — на переговорах в Аддис-Абебі між представниками влади на чолі з президентом Південного Судану Сальвою Кіїром і повстанцями, вірними колишньому віцепрезидентові країни Рієку Мачару, підписано угоду про припинення вогню[97].
- 26 січня — США завдали ракетного удару по території Сомалі з метою знищити лідера угруповання «Аш-Шабаб»[98].
- 18 лютого — у результаті атак силовиків на вулицях Інститутській та Грушевського, на Майдані Незалежності у Києві було вбито три десятки людей, поранено півтори тисячі і 100 вважаються зниклими безвісти[99][100].
- 20 лютого — масовий розстріл протестувальників на вулиці Інститутській у Києві.
- 27 лютого — російський спецназ захопив будівлі Верховної Ради та Ради міністрів Автономної Республіки Крим, українські військові частини блоковані російськими військами.
- 15 березня — армія Сирії за підтримки ліванського руху Хезболла встановила повний контроль над повстанським містом Ябруд на кордоні з Ліваном[101].
- 20-22 березня — внаслідок захопницьких дій кримської кампанії РФ ВМС України втратив близько двох десятків боєздатних кораблів, у тому числі підводний човен і два корвети, чимало військової техніки і бойового спорядження, а також екіпаж (частину/и), що перейшов на бік ворога[102].
- 26 березня — прапори Росії підняті у всіх 193 військових підрозділах, що належали (належать) ЗС України у Криму[103].
- 12 квітня — збройний загін російських терористів під керівництвом Ігоря Гіркіна зайняли міста Краматорськ та Слов'янськ.
- 13 квітня — в Україні оголошена антитерористична операція з метою подолання проявів сепаратизму і недопущення захоплення адміністративних будівель.
- 17 квітня — у результаті нападу на базу ООН у столиці штату Джонглей місті Бор у Південному Судані загинули 58 чоловік, ще більше 100 отримали поранення[104].
- 20 квітня — під час спільної атаки Ємену і США на бази ісламістів у провінції Аб'ян, на півдні Ємену, за допомогою дронів було вбито 55 бойовиків[105].
- 29 квітня — у Луганську сепаратисти за допомоги Беркуту зайняли ОДА, міськраду, прокуратуру та телецентр[106].
- 7 травня — сирійські повстанці після дворічної блокади залишили останній оплот у Хомсі[107].
- 10 травня — у Південному Судані підписано угоду про перемир'я[108]: свої підписи під документом поставили президент країни Сальва Кіїр та колишній віцепрезидент, лідер повстанців Рієк Мачар.
- 22 травня — у ранковому бою під Волновахою в Донецькій області загинули 16 військових, 32 поранених[109] з 51-ї моторизованої бригади з Володимира-Волинського[110].
- 26 травня — при відбитті атаки сепаратистів на донецький аеропорт імені Прокоф'єва було вбито близько ста бойовиків[111][112], серед українських вояків втрат не було.
- 29 травня — терористи у Слов'янську збили вертоліт Мі-8, загинуло 12 українських військових, серед яких генерал-майор Сергій Кульчицький[113].
- 2 червня — в єменській провінції Омран у результаті збройних зіткнень між повстанцями-шиїтами і урядовими військами загинули 120 осіб[114].
- 3 червня — у ході антитерористичної операції місто Красний Лиман звільнено від терористів[115].
- 10 червня — загони угрупування «Ісламська держава Іраку та Леванту» зайняли друге іракське місто Мосул[116].
- 12 червня — іракській армії вдалося відбити місто Тікрит на півночі країни, захоплений раніше бойовиками з радикального угрупування Ісламська держава Іраку і Леванту[117].
- 13 червня — у Маріуполі в ході антитерористичної операції звільнені зайняті терористами ДНР споруди, 5 бойовиків вбито, 30 затримані[118].
- 14 червня — у Луганську при заході на посадку терористами збитий український військово-транспортний літак Іл-76, усі 49 військовиків на борту загинули.
- 20 червня — Президент України Петро Порошенко відповідно до рішення РНБО ввів у дію план з мирного врегулювання ситуації у східних регіонах України та на тиждень призупинив АТО.
- 5 липня — по дорозі на захід від столиці Афганістану бойовики руху «Талібан» підпалили більше 400 бензовозів[119].
- 5 липня — українське військо звільнило від терористів Слов'янськ[120], Краматорськ[121], Бахмут, Дружківку та Костянтинівку, силовики розпочали відновлення життєдіяльності міст[122].
- 8 липня — Армія оборони Ізраїлю почала операцію «Непохитна скеля» проти угрупування «ХАМАС».
- 10 липня — українські сили звільнили Сіверськ на Донеччині[123].
- 21 липня — українське військо звільнило від терористів Рубіжне, Дзержинськ, Соледар[124].
- 22 липня — українське військо звільнило від терористів Сєвєродонецьк[125] та Попасну[126].
- 24 липня — після дводенних боїв батальйон «Донбас» і 24-а механізована бригада звільнили Лисичанськ[127].
- 27 липня — українські війська увійшли у Шахтарськ[128], чим розітнули угруповання сепаратистів і деблокували прикордонні частини.
- 28 липня — сили антитерористичної операції зайняли Дебальцеве[129], Авдіївку[130], Лутугине[131].
- 7 серпня — президент США Барак Обама дав дозвіл на точкові авіаудари проти ісламістів в Іраку[132].
- 12 серпня — сили антитерористичної операції звільнили Вуглегірськ[133].
- 17 серпня — українська 95-а бригада взяла під контроль районний центр Ясинувата[134].
- 21 серпня — українські силовики встановили контроль над райцентром Станиця Луганська[135].
- 23 серпня — ісламістські бойовики захопили аеропорт у столиці Лівії Триполі[136].
- 28 серпня — після масового введення на територію України російських військ[137] українські силовики залишили Новоазовськ[138], Амвросіївку і Старобешеве[139].
- 30 серпня — при відході колони українських бійців з оточення під Іловайськом були обстріляні російськими військами; загинули, були поранені або взяті у полон сотні вояків[140].
- 2 вересня — українські війська залишили луганський аеропорт і Лутугине.
- 4 вересня — українські війська залишили останні позиції у Луганську[141].
- 5 вересня — в Мінську тристороння контактна група (Росія, Україна, ОБСЄ) та представники ополченців підписали мирний протокол з 12 пунктів, першим з них значиться «забезпечення негайного двостороннього припинення застосування зброї».
- 18 вересня — Франція приєдналася до США і завдала перші авіаудари по позиціях угрупування «Ісламська держава» в Іраку[142].
- 19 вересня — учасники контактної групи в Мінську домовилися про припинення вогню в Україні, зупинці на поточній лінії зіткнення і встановлення 30-кілометрової зони безпеки[143].
- 20 вересня — між урядом Ємену і прихильниками шиїтських бунтівників (хоуситів) досягнуто згоди про припинення вогню[144].
- 26 вересня — британський парламент підтримав участь Сполученого Королівства в авіаційних ударах проти джихадистів «Ісламської держави» в Іраку[145].
- 2 жовтня — турецький парламент схвалив ініціативу уряду і дозволив збройним силам проводити транскордонні військові операції в Іраку і Сирії, спрямовані проти терористичної організації «Ісламська держава»[146].
- 2 жовтня — при штурмі донецького аеропорту російсько-терористичними загонами були вбиті та поранені сотні бойовиків[147].
- 7 грудня — Ізраїль завдав авіаударів по Сирії, атакувавши військові об'єкти біля міжнародного аеропорту Дамаска і міста Дімас[148].
- 16 грудня — у пакистанському місті Пешавар ісламські бойовики захопили військову школу, під час штурму було вбито 141 і поранено 133 людей, переважно діти[149].

### Економіка
- 1 січня — Латвія перейшла на євро.
- 2 січня — італійський концерн Fiat домовився про отримання повного контролю над «Chrysler'», узгодивши покупку 41,46 % акцій американського автовиробника за 3,65 мільярда доларів у пенсійного фонду Профспілки працівників автопромисловості США (UAW Retiree Medical Benefits Trust, також відомий як Veba Trust)[150][151].
- 11 лютого — Національний банк Казахстану девальвував тенге на 19 %, пояснивши це складною ситуацією на світових ринках, знеціненням російського рубля і високими девальваційними очікуваннями в країні[152].
- 27 березня — Верховна Рада ухвалила урядовий закон про запобігання фінансовій катастрофі[153], котрий передбачає підвищення податків, акцизів і зборів та скорочення субсидій, і є передумовою для отримання фінансової допомоги від МВФ
- 2 квітня — рейтингове агентство «Standard&Poor's» знизило довгостроковий кредитний рейтинг емітента Криму з CCC до дефолтного рівня D[154].
- 2 квітня — Німеччина схвалила мінімальну зарплату на рівні €8,5 на годину, відповідний закон почне діяти з 2015 року[155].
- 5 квітня — у столиці Панами відкрився метрополітен, перший у країнах Центральної Америки[156].
- 10 квітня — Греція повернулася на ринок довгострокових запозичень, розмістивши перший за чотири роки випуск п'ятирічних облігацій на 3 млрд євро[157].
- 30 квітня — Виконавча рада Міжнародного валютного фонду схвалила дворічну програму «стенд-бай» для України обсягом $17 млрд (800 % квоти)[158].
- 17 травня — Португалія вийшла з трирічної програми допомоги[159], в рамках якої вона отримала 78 млрд євро.
- 21 травня — російська державна компанія Газпром підписала угоду з Китайською національною нафтогазовою корпорацією CNPC щодо поставок газу терміном на 30 років вартістю 400 млрд доларів[160].
- 5 червня — Європейський Центробанк знизив базову процентну ставку з 0,25 % до рекордних 0,15 %, та першим серед емітентів резервних валют знизив ставку за депозитами до негативного рівня -0,1 % з нульового рівня[161].
- 12 червня — Суд загальної юрисдикції (ЄС) підтримав рішення про штраф компанії «Intel» у розмірі $1,43 млрд за «зловживання своєю позицією лідера на ринку мікропроцесорів»[162].
- 16 червня — «Газпром» та «Нафтогаз» подали зустрічні позови у Стокгольмський арбітраж[163], «Газпром» припинив поставку газу в Україну крім транзиту[164].
- 30 червня — французький банк BNP Paribas погодився заплатити США $8,83 млрд за роботу в обхід санкцій проти Судану, Ірану та Куби і небажання припиняти незаконну діяльність[165]; це рекордний штраф, накладений на банки
- 11 липня — Росія списала Кубі 90 % боргу перед СРСР[166], із загальної суми заборгованості $35,2 млрд половина припадає на відсотки, нараховані на основний борг.
- 14 липня — Citigroup погодився виплатити $7 млрд для позасудового врегулювання звинувачень у введенні в оману інвесторів при продажі іпотечних паперів перед фінансовою кризою 2008 року[167].
- 15 липня — холдинг Reynolds American Inc., якому належить друга за величиною тютюнова компанія США Reynolds Tobacco, оголосив про покупку компанії Lorillard Tobacco, що займає третє місце, за $27,4 млрд[168].
- 28 липня — Росія програла судовий процес, ініційований ексакціонерами ЮКОСу і який тривав майже десять років. Третейський суд у Гаазі визнав, що Росія порушувала Енергетичну хартію, і фактично реквізувала нафтокомпанію, та засудив Росію до виплати $50 млрд[169].
- 30 липня — S&P знизило рейтинг Аргентини до рівня «вибірковий дефолт»[170].
- 21 серпня — Bank of America досяг домовленості з американським міністерством юстиції про виплату рекордної компенсації в розмірі 17 млрд доларів за шахрайство з цінними паперами напередодні фінансової кризи 2008 року[171].
- 19 вересня — первинне розміщення акцій китайської компанії Alibaba стало найбільшим IPO в історії американських бірж:[172] у результаті було залучено понад $21 млрд, капіталізація компанії склала понад $220 млрд
- 6 жовтня — компанія «Facebook» завершила операцію з придбання мобільного месенджера «WhatsApp» вартістю $19 млрд[173], ця купівля стала найбільшою угодою в індустрії стартапів
- 7 жовтня — вперше в оцінках МВФ китайська економіка перевершила американську при перерахунку ВВП за паритетом купівельної спроможності[174].
- 15 жовтня — індійська авіакомпанія «IndiGo» підписала контракт з авіабудівним гігантом «Airbus» на постачання 250 пасажирських літаків моделі «A320neo» загальною вартістю $25,7 млрд[175].
- 29 жовтня — у Берліні представники 51 країни підписали угоду, що передбачає щорічний автоматичний обмін даними про рахунки нерезидентів, що означає скасування банківської таємниці[176].
- 29 жовтня — Федеральна резервна система США оголосила про завершення програми «Кількісного пом'якшення»: з наступного місяця вона припинить скупку облігацій на фінансовому ринку на гроші[177].
- 30 жовтня — Арбітражний суд Москви вилучив на користь держави акції «Башнефті», що належали АФК «Система»[178].
- 30 листопада — державний і гарантований борг України перевищив трильйон гривень[179].
- 1 грудня — Росія відмовилася від будівництва газогону «Південний потік»[180].
- 1 грудня — Білорусь після звинувачень з боку Росії в реекспорті повернула на російсько-білоруський кордон митні пости, які були скасовані при створенні Митного союзу[181].
- 16 грудня — на тлі стрімкого падіння рубля Центральний банк Росії вночі підняв ключову ставку відразу на 6,5 % до 17 % річних[182], це найрізкіше разове підвищення ставки від дефолту 1998 року.
- 18 грудня — Європейський союз заборонив інвестиції в окупований Крим[183].
- 19 грудня — у Білорусі введено 30 % збір при купівлі валюти через різке зростання попиту[184].

### Наука і техніка
- 5 січня — Індія з космодрому на острові Шрихарикота вперше успішно запустила комунікаційний супутник за допомогою ракети-носія з кріогенним двигуном GSLV-D5 власного виробництва[185]; раніше Індія купувала двигуни для ракет у Росії
- 7 січня — компанія Intel представила мінікомп'ютер «Edison» розміром з SD-карту,[186] оснащений двоядерним x86-сумісним процесором Quark (400 MHz) та вбудованими модулями Wi-Fi і Bluetooth LE (Low Energy).
- Гарвард-Смітсонівський центр астрофізики оголосив про здобуте в ході експерименту BICEP2 підтвердження інфляційної моделі Всесвіту[187].
- 25 березня — корабель «Союз ТМА-12М» стартував з Байконура до МКС, на борту космонавти Олександр Скворцов, Олег Артем'єв (Роскосмос) та Стівен Свонсон (НАСА)[188].
- 8 квітня — після 12 років, 6 місяців і 12 днів на ринку «Windows XP» досяг кінця життєвого циклу: «Microsoft'» припинив підтримку операційної системи[189].
- 29 травня — ракета-носій Союз-ФГ з кораблем Союз ТМА-13М стартувала з Байконура на Міжнародну космічну станцію, в екіпаж входять космонавт Роскосмосу Максим Сураєв, астронавт NASA Рід Вайзман, астронавт Європейського космічного агентства Александер Герст[190].
- 29 травня — компанія «SpaceX» у своїй штаб-квартирі в каліфорнійському Готорні представила версію космічного корабля «Dragon V2», призначеного для перевезення на Міжнародну космічну станцію і назад до семи астронавтів[191]
- 17 червня — перший багатоцільовий атомний підводний човен четвертого покоління проєкту «Ясень», К-560 Северодвинськ, прийнятий до складу ВМФ Росії[192].
- 9 липня — з космодрому Плесецьк запущено новітню російську екологічно чисту ракету-носій легкого класу «Ангара-1.2ПП»[193], перший російський носій власної розробки з модульною структурою.
- 6 серпня — зонд «Розетта» Європейського космічного агентства вийшов на орбіту комети Чурюмова–Герасименка[194].
- 24 вересня — індійський зонд «Мангаляан» успішно дістався до Марса та вийшов на орбіту планети[195].
- 26 вересня — з космодрому Байконур стартував корабель «Союз ТМА-14М» з екіпажем експедиції «МКС-41/42» на борту, командир екіпажу росіянин Олександр Самокутяєв і бортінженери Олена Сєрова і астронавт NASA Баррі Вілмор[196]
- 28 жовтня — консорціум W3C надав набору специфікацій HTML5 статус рекомендованого стандарту[197].
- 12 листопада — після десятирічної подорожі зонд «Філи» здійснив успішну посадку на комету Чурюмова–Герасименка.
- 24 листопада — з космодрому Байконур ракета «Союз-ФГ» вивела на орбіту транспортний пілотований корабель «Союз ТМА-15М», на борту якого командир космонавт Роскосмосу Антон Шкаплеров, бортінженери італійка Саманта Крістофоретті (Європейське космічне агентство) та американець Террі Вертс (НАСА).
- 3 грудня — японська ракета H-IIA, стартувавши з космічного центру Танегашима на півдні країни, вивела в космос науково-дослідницький зонд «Хаябуса-2», призначений для вивчення астероїда 1999 JU3[198].
- 5 грудня — NASA успішно запустила космічний корабель нового покоління Orion з космодрому на мисі Канаверал у штаті Флорида[199].
- 23 грудня — Росія з космодрому Плесецьк здійснила перший випробувальний пуск важкої ракети «Ангара-А5»[200].

### Культура
- 15 лютого — «Золотого ведмедя» Берлінського кінофестивалю здобув «Чорне вугілля, тонкий лід» Йінан Дяо[201].
- 16 лютого — премія Британської академії кіно і телебачення (BAFTA) за найкращий фільм вручена авторам картини «12 років рабства», церемонія пройшла у Королівській опері в Ковент-гардені.
- 18 грудня — у Львові у церкві монастиря Святого Онуфрія перепоховали останки першодрукаря Івана Федорова[202].

### Суспільство
- 1 січня — новорічний феєрверк в Дубаї занесений в Книгу рекордів Гіннеса як найбільш масштабний і тривалий у світі[203].
- 1 січня — у КНДР на перевалі Мансік офіційно відкрився перший у країні великий гірськолижний комплекс, що має у своєму складі 10 лижних трас[204].
- 3 січня — на Кубі почався вільний продаж нових автомобілів населенню[205].
- 3 січня — суд США у справах про нагляд за іноземними розвідками дозволив спецслужбам продовжувати масовий збір інформації про телефонні переговори американських громадян[206].
- 9 січня — вищий адміністративний суд Франції заборонив[207] вистави коміка Дьєдонне Мбала-Мбала, що очолює Антисіоністську партію країни.
- 13 березня — президента футбольного клубу Баварія (Мюнхен) Улі Генесса засудили до 3,5 років ув'язнення за ухилення від сплати податків[208].
- 15 березня — паризький суд засудив колишнього начальника розвідки Руанди Паскаля Сімбікангву до 25 років ув'язнення[209] за геноцид та злочини проти людяності у 1994 році.
- 18 березня — російське інформаційне агентство ИТАР-ТАСС повертається до назви радянських часів ТАСС[210].
- 21 березня — влада Туреччини закрила доступ до «Twitter»[211].
- 5 квітня — перший батальйон новоствореної Національної гвардії склав присягу на вірність Україні[212].
- 21 квітня — через тиск ФСБ засновник соціальної мережі «Вконтакте» Павло Дуров звільнений з посади генерального директора[213] і залишив Росію.
- 28 квітня — Євросоюз ввів безвізовий режим з Молдовою[214].
- 1 травня — виконувач обов'язків президента України Турчинов підписав указ про відновлення призову до армії[215].
- 14 квітня — у нігерійському місті Чибок в північному штаті Борно бойовики секти Боко Харам викрали зі школи 230 школярок[216].
- 2 травня — в Одесі 48 осіб загинуло, 200 поранено у сутичках і пожежі, які почались після збройного нападу сепаратистів на ходу за єдність країни.
- 28 липня — у Росії прокуратура заблокувала блог опозиціонера Олексія Навального «в інтересах суспільства»[217].
- 13 серпня — предстоятелем УПЦ МП під час таємного голосування Собору вибрали місцеблюстителя митрополита Онуфрія[218].
- 3 листопада — у Нью-Йорку відкрився відбудований після терактів 11 вересня Всесвітній торговий центр[219].
- 11 листопада — Європейський суд постановив, що безробітні громадяни ЄС можуть бути позбавлені права на отримання деяких видів допомоги, якщо вони звертаються за ними в іншій країні Євросоюзу[220].

### Спорт
- 7—23 лютого — Зимові Олімпійські ігри у Сочі, Росія.
- 15 лютого — у Донецьку на турнірі «Зірки жердини» французький стрибун Рено Лавіллені стрибнув 6.16 і побив світовий рекорд, встановлений Сергієм Бубкою у 1993 році[221].
- 24 травня — мадридський «Реал» вдесяте в своїй історії виграв Лігу чемпіонів, обігравши у фіналі мадридський «Атлетико» з рахунком 4:1[222].
- 22 червня — Василь Ломаченко, перемігши Гері Расселла, став чемпіоном світу з боксу за версією WBO у напівлегкій вазі[223].
- 12 червня — 13 липня — Чемпіонат світу з футболу у Бразилії: збірна Німеччини стала чемпіоном світу. Срібло на рахунку команди Аргентини, бронза — у команди Голландії.
- 13 липня — у Ріо-де-Жанейро на стадіоні Маракана у фінальному матчі збірна Німеччини виграла у команди Аргентини з рахунком 1:0 і вчетверте стала чемпіоном світу[224].
- 9 листопада — на «Route du Rhum» («Ромовий шлях»), одиночних перегонах на яхтах через Атлантику встановили рекорд: француз Лоїк Перон з Бретані до Карибських островів Ґваделупа доплив за 7 днів 15 годин та 8 хвилин[225].

### Аварії та катастрофи
- 8 січня — пожежа на території ПАТ Хартрон в Харкові, загинуло 8 людей[226].
- 12 січня — у Південному Судані під час аварії порома на Білому Нілі загинули близько 300 біженців, що рятувалися від повстанців[227].
- 11 лютого — на сході Алжиру розбився військовий літак Hercules C-130, загинули 77 з 78 на борту[228].
- 8 березня — під час виконання рейсу Куала-Лумпур—Пекін над Південно-Китайським морем екранів радарів зник авіалайнер Боїнг 777—200 авіакомпанії «Малайзійські авіалінії», на його борту перебували 227 пасажирів та 12 членів екіпажа[229].
- 22 березня — в Осо, штат Вашингтон, за 88 кілометрів на північний схід від Сієтла в результаті проливних дощів зійшов зсув, зруйновано 50 будов, 41 людина загинула, 4 зникли безвісти[230][231].
- 2 квітня — землетрус магнітудою 8,2 у Чилі, загинуло 5 людей[232].
- 12 квітня — у Чилі місто Вальпараїсо охопила масштабна пожежа, загинуло 12 осіб, вогонь знищив близько двох тисяч будинків[233].
- 16 квітня — у Південній Кореї зазнав аварії пором «Севол», який вийшов з порту Інчеон; на борту перебувало 476 осіб, 325 з них школярі[234]; врятувалися лише 174 людини.
- 2 травня — в афганській провінції Бадахшан на кишлак Хобо-Барик зійшов зсув, загинули більше 2100 чоловік, близько 100 чоловік було врятовано[235].
- 13 травня — у Туреччині в місті Сома в результаті вибуху на шахті загинули 274 людини[236], на мить вибуху під землею перебувало 787 шахтарів.
- 15 травня — на річці Мегхна у центральній частині Бангладеш затонув пором «Міраж-4» з 200 пасажирами на борту, 120 людей загинуло або зникли безвісти[237].
- 16 травня — наймасштабніша за сто років повінь у Сербії і Боснії забрала десятки життів і змусила 150 тисяч людей залишити свої будинки, 2000 зсувів ґрунту відкрили мінні поля[238].
- 17 травня — у Лаосі розбився урядовий літак українського виробництва «Ан-74», загинуло 16 осіб на борту, зокрема віцепрем'єр і міністр оборони Дуангчай Пхічит, міністр суспільної безпеки Тхонгбан Сенгафон, мер Вьєнтьяна Сукхан Махалат, начальник відділу пропаганди ЦК владної Народно-революційної партії Чуанг Сомбункхан[239][240].
- 15 липня — від аварії в московському метро між станціями «Молодіжна» і «Слов'янський бульвар» загинули 23 людини, 50 важкопоранених[241].
- 17 липня — російські терористи під Торезом збили пасажирський літак «Boeing 777», що виконував рейс Амстердам—Куала-Лумпур, загинули всі 298 осіб на борту.
- 23 липня — пасажирський літак ATR-72 компанії TransAsia зазнав катастрофи, здійснюючи аварійну посадку в аеропорту міста Магун архіпелагу Пенху в південній частині Тайванської протоки, загинуло 47 людей[242].
- 24 липня — літак Air Algerie зі 110 пасажирами і 6 членами екіпажу, що здійснював рейс з Буркіна-Фасо в Алжир, розбився на півночі Малі через грозовий шторм.
- 2 серпня — серія вибухів газу у комунікаційних трубах у місті Гаосюн на півдні Тайваню забрала життя 24 людей, ще 270 зазнали поранень[243].
- 2 серпня — унаслідок вибуху на фабриці компанії Kunshan Zhongrong Metal Products у китайському місті Кунішань, провінція Цзянсу, загинули 65 людей, більше 100 постраждали[244].
- 3 серпня — землетрус, що стався в повіті Лудянь південно-західної китайській провінції Юньнань, забрав життя понад 360 людей[245].
- 4 серпня — у Бангладеш 125 людей загинуло, коли пором маршруту Дакка—Шаріатпур перекинувся в 27 км від столиці країни[246].
- 10 серпня — авіалайнер Iran-141 упав на житлові квартали незадовго після зльоту з аеропорту Тегерана «Мехрабад», загинуло 48 людей[247]
- 20 серпня — у Хіросімі внаслідок зсуву ґрунту загинули 39 людей, понад 50 інших знайти не вдалося[248].
- 22 серпня — у берегів Лівії затонуло судно з нелегалами, 170 загиблих[249].
- 6 вересня — внаслідок мусонних дощів і паводків у північному Пакистані та Індії загинуло понад 200 осіб, сотні поранені і десятки тисяч втратили домівки[250].
- 14 вересня — більше 160 вихідців з країн Африки загинули в результаті аварії судна біля берегів Лівії[251].
- 27 вересня — внаслідок непрогнозованого виверження вулкана Онтаке, що у центральній частині Японії, загинули понад 30 осіб[252].
- 21 жовтня — у катастрофі легкомоторного літака «Falcon-50» у московському аеропорту Внуково загинув президент французької нафтової компанії Total Крістоф де Маржері і троє членів екіпажу[253].
- 28 грудня — літак «Аеробус A320» малайзійської бюджетної авіакомпанії AirAsia зі 162-ма пасажирами, що здійснював рейс QZ8501 з індонезійської Сурабаї у Сингапур, впав у воду біля острова Белітунг, після того, як зіткнувся з турбулентністю і спробував змінити курс[254].

## Народилися
див. також Категорія:Народились 2014
- 20 лютого — Леонор (герцогиня Готландська), принцеса Швеції, герцогиня Готланду.
- 10 грудня — Габріела Тереза Марія, принцеса Монако.
- 10 грудня — Жак Оноре Реньє Грімальді, наслідний принц Монако.

## Померли
див. також Категорія:Померли 2014

## Нобелівська премія
- з медицини та фізіології: норвезьке подружжя Мей-Брітт Мозер, Едвард Мозер та американець Джон О'Кіф за відкриття системи клітин у мозку, яка визначає положення в просторі
- з фізики: японці Ісаму Акасака, Хіросі Амано, Судзі Накамура, за розробку блакитних оптичних діодів, що дозволили впровадити яскраві і енергоощадні джерела світла
- з хімії: німець Штефан Гелль, американці Вільям Мернер і Ерік Бетциґ за винахід флуоресцентного мікроскопа з суперроздільністю
- з літератури: Патрік Модіано за розкриття «життєвого світу людини часів окупації»
- премія миру: індієць Кайлаш Сатьярті і пакистанка Малала Юсуфзай
- з економіки: Жан Тіроль за аналіз ринків та їхні регуляції